# Parafia Matki Bożej Nieustającej Pomocy w Bolesławcu
Parafia Matki Bożej Nieustającej Pomocy w Bolesławcu – parafia rzymskokatolicka w dekanacie Bolesławiec Zachód w diecezji legnickiej.  Jej proboszczem jest ks. Stanisław Kusik. Obsługiwana przez księży diecezjalnych. Erygowana w 1972 roku.